# Ловатянка
Ловатянка (також Ловать) — річка в Росії, у Жиздринському й Хвастовицькому районах Калузької області. Права притока Рессети (басейн Оки).

## Опис
Довжина річки 45 км, найкоротша відстань між витоком і гирлом — 34,89 км, коефіцієнт звивистості річки — 1,29. Площа басейну водозбору 314 км².

## Розташування
Річка витікає з озера Бездонного у селі Озерська. Тече переважно на південний схід понад Поляною, через села Ловать, Ловатянку і впадає в річку Рессету, праву притоку Жиздри.
Населені пункти вздовж берегової смуги: Барановка, Високе, Катуновка, Колодясси.
Притоки: Гремша, Чорна, Поляна (ліві).

## Цікаві факти
- Біля витоку річку перетинає залізниця на ділянці Брянськ-Орловський — Сухінічі-Головні.